# TopoLT
TopoLT este un program cu utilizare în topografie și cadastru, comercializat de compania CADWARE Engineering. Programul conține unelte pentru aplicații 2D și 3D și o serie de facilități de configurare a elementelor desenate, utile pentru realizarea de planuri topografice sau cadastrale, pentru modelul tridimensional al terenului și curbelor de nivel, pentru calcularea volumelor de săpătură și umplutură, pentru georeferențierea imaginilor raster, cât și la printarea automată. 

## Introducere
Programul TopoLT a fost creat în urmă cu mai bine de două decenii de compania 3D Space. Dezvoltatorul programului este inginerul Cristinel Bujor, care a creat și alte programe (TransLT și ProfLT) adaptate în special la standardele românești de proiectare. De-a lungul timpului, TopoLT a suportat o serie de îmbunătățiri, iar în prezent reprezintă un program indispensabil în domeniul topografiei și cadastrului, îndeplinind toate cerințele necesare pentru munca teren-birou.

## Scurt istoric
1995 - A fost creat programul TOPO ce funcționa în sistemul de operare DOS sub AutoCAD R12.
2002 - Introduce puncte inclusiv cu cotă pentru entitățile 3DPoly sau 3DFace la aplicarea comenzii AutoPct sau Pll. De asemenea, se adaugă funcții noi: SelCod, ChCod, RenPct, Hpct, DelLay, Mjoin, AllBlack.
2004 - Se introduce posibilitatea de a lucra și în unități de măsură sistem englez feet [inch].
Distanțele și suprafețele pot fi scrise cu un număr de zecimale și pot fi schimbate unitățile de măsură. La configurare se poate previzualiza modul de desenare a punctului și pot fi accesate direct layer-ele destinate pentru puncte. La interpolarea punctelor cu comanda IP pot fi introduse mai multe puncte pe linie, cât și în afara liniei de referință pentru interpolare. Se pot desena planșe cu chenar și cartuș ținând cont de spațiul de printare al imprimantei utilizate. Se introduc automat puncte inclusiv cu cotă și pentru entitățile PolygonMesh și PolyFaceMesh la aplicarea comenzii AutoPct. Pot fi salvate tabelele de coordonate și în format .csv la aplicarea comenzii TabCoo. Se poate cota o polilinie cu ajutorul comenzii DimPl. Funcții noi: RxCoo, TxCoo, Oins, Timg, ChImg, ImgOff, ImgOn, Uimg, Oimg, M3D, CNN, Om3d, DrPln, Opln, DimPl
2005 - Pentru AutoCAD R14 se introduce posibilitatea utilizării funcției “wheel” pentru mouse cu ZoomInW și ZoomOutW. Funcții noi:
Crad, RecCom, VM3D, Vol, MDimPl, EditCod, EditLay.
2006 - Se introduc funcții noi: LiftUp, MDetas, TrimM3D, JoinM3D, ProjM3D.
2007 - Se introduc noi funcții: JoinPct, InsVx.
2008 - Se introduc două funcții pentru georeferențierea imaginilor. Se introduce posibilitatea transformării imaginilor rotite cu comanda Timg. De asemenea, se creează posibilitatea inversării imaginilor cu comanda ChImg.
Se introduc funcții noi: SaveGeoRef, ImgGeoRef, JoinImg, TrimImg, ResImg.
2009 - Se oferă posibilitatea de a raporta punctele 3D și de a lucra cu puncte 3D.
2010 - Se introduce o comandă nouă pentru a interpola puncte pe un plan 3D, dar și posibilitatea de a alege atributul pentru scara planului ce este folosit pentru a scrie scara planului la utilizarea comenzilor NrPlan sau DrPln.
Funcții noi: Iplan, FixHpct, RecalcArea, Mbr., RefLink, GEdraw.
2012 - Comanda GEdraw este schimbată în sensul că desenarea în Google Earth este făcută direct sau datele pot fi salvate într-un fișier. Se introduce o comandă nouă TrCoo prin care se pot transforma coordonatele punctelor din desen, coordonatele obținute sunt salvate într-un fișier text. Funcții noi: TrCoo.
2014 - Se introduce noua librărie TransLT V3.1 ce suportă acum transformări dependente de timp, suportă un nou tip de fișier grid, două noi metode de proiecție.
2018 - Pentru transformarea coordonatelor și pentru desenarea în Google Earth este introdusă librăria TransLT versiunea 4.0.
2019 - Se creează posibilitatea de a desena caroiajul ca dreptunghi cu coordonate la colțuri. Se introduce comanda SensPoly pentru a schimba punctul de plecare și sensul punctelor unor polilinii. Se introduc și alte comenzi precum comanda TabParc pentru a afișa în tabel parcelele create cu TopoLT, comanda DxfExp pentru a exporta desenul în format dxf cu posibilitatea de a filtra entitățile pe layer-e.
2020 - Se creează o nouă comandă ChM3D cu ajutorul căreia se poate schimba forma modelului 3D folosind linii ce forțează schimbarea pantelor. Pentru suprafețe se introduce setarea de a desena sau nu polilinia ce încadrează textul etichetei la Secțiunea Suprafețe – Etichete. De asemenea, se introduce o nouă comandă GenSC cu ajutorul căreia se pot desena, edita și genera documente pentru un sector cadastral. Comanda poate fi folosită din programul CAD sau din Windows. Datele referitoare la imobilele sectorului cadastral pot fi salvate atât în desenul CAD, cât și în fișier. La opțiunile privind generarea documentelor cadastrale la secțiunea “Desene în Google Earth” se adaugă opțiunea de a desena sau nu punctele. La desenarea poliliniei de contur a sectorului cadastral din fereastra GenSC acum se desenează și numărul sectorului cadastral prin inserarea blocului “NrSC.dwg”. Secțiunile ferestrei Opțiuni generare documente cadastrale sunt reconfigurate pentru a se asigura un acces mai ușor către setările dorite. 

## Funcții ale programuluiTopoLT
TopoLT este compatibil cu programele AutoCAD, BricsCAD și ZWCAD.
Configurarea programului a fost gândită să asigure o gamă variată de situații și să fie ușor de personalizat.
Fișierul de interpretare a codurilor și cel de layere se pot personaliza de către fiecare utilizator. Acestea ajută la automatizarea procesului de import puncte și desenare.
Programul permite raportarea coordonatelor dintr-un fisier sau echipament topografic, transmiterea coordonatelor din desen către echipamentul topografic, refacerea și generarea tabelului cu coordonate.
Aplicația permite calcule topografice. De exemplu, pot fi calculate coordonatele punctelor radiate ca puncte polare, cât și prin intersecții înainte.
În TopoLT se poate realiza modelul 3D al terenului și al curbelor de nivel la diferite echidistanțe, tăierea sau mutarea modelului 3D, vizualizarea acestuia.
TopoLT permite calcularea volumului ce se formează între un model 3D și un plan de cotă sau volumul ce se formează între două modele 3D și afișarea valorilor pentru săpătură și umplutură.
Programul conține funcții pentru Cadastru General și Cadastru Sistematic și permite realizarea de verificări riguroase pentru lucrări fără erori. TopoLT generează fișierele CPxml, generează fișier sector cadastral SCxml, desenează PAD și completează automat documente.
TopoLT permite generarea de parcele noi, detașări simple și multiple folosind diferite metode pentru detașare (paralelă, paralelă cu o direcție, perpendiculară, proporțională, printr-un punct obligat, deschidere obligată), recalcularea suprafețelor parcelelor, afișarea tabelului cu parcelele generate.
Programul TopoLT permite georeferențierea imaginilor și salvarea imaginilor georeferențiate, tăierea, repoziționarea, redimensionarea sau unirea mai multor imagini.
Folosind această comandă se pot desena în Google Earth poligoane (polilinii închise), trasee (polilinii deschise) și puncte folosind modele de transformări de coordonate. La instalare sunt predefinite modelele de transformare uzuale pentru România.
În TopoLT se poate desena automat caroiajul și este posibilă automatizarea printării, crearea de View-uri cu planșe, încărcarea numărului planșei și desenarea acesteia ținând cont de formatul hârtiei și tipul imprimantei.
Programul conține funcții pentru renumerotarea punctelor, optimizarea textelor, unirea punctelor după cod, schimbarea cotei și inserarea automată a punctelor.
Aplicația conține funcții pentru interpolarea punctelor, introducerea de puncte noi și căutarea acestora în desen, mutarea și ascunderea textului unui punct, redenumirea, schimbarea cotei sau codului unui punct.

## Compatibilitatea cu alte softuri
TopoLT rulează sub AutoCAD, BricsCAD și ZWCAD, utilizând funcțiile de desenare ale acestor programe, la care se adaugă funcțiile specifice ale programului necesare pentru realizarea planurilor topografice și cadastrale în format digital.

## Limbi disponibile
TopoLT funcționează în mai multe limbi, putând fi tradus de către utilizator în orice limbă. Configurarea funcțiilor a fost gândită în așa fel încât să acopere o gamă cât mai largă de situații.

## Date despre program
Dezvoltator: 3D Space
Lansare: februarie 2003
Ultima versiune: 13
Sistem de operare: Windows
Disponibil în mai multe limbi: engleză, franceză, germană, spaniolă, italiană
Tip: program software
Licență: permanentă
Versiune demo de 30 de zile.
Website: https://www.topolt.com